# 曹祥 (正統進士)
曹祥（1410年7月28日—15世紀），字致和，河南衛輝府獲嘉縣人，民籍，明朝政治人物。正統壬戌進士。

## 生平
早年出身府學生，治《詩經》，正統六年（1441年）河南鄉試第三十七名。正統七年（1442年）聯捷壬戌科會試得貢士第一百四十二名，殿試登進士第三甲第六十二名。授監察御史，出按廣東，景泰元年（1441年）陞任福建按察使司副使，三年後因不稱職被降為旌德知縣，在當地有政績，有子曹昌。

## 家族
曾祖父曹端。祖父曹寬。父亲曹得明，母賈氏，妻郭氏。